# سوخور مروتي (مقاطعة غيلانغرب)
سوخور مروتي (بالفارسية: سوخور مروتی) هي قرية تقع في قسم حيدريه الريفي في إيران. يقدر عدد سكانها بـ 388 نسمة .